# Anna Reindl
Anna Reindl geborene Hofer (* 14. Mai 1903 in Krimml; † 24. August 1942 im KZ Auschwitz) war eine österreichische kommunistische Widerstandskämpferin.

## Leben

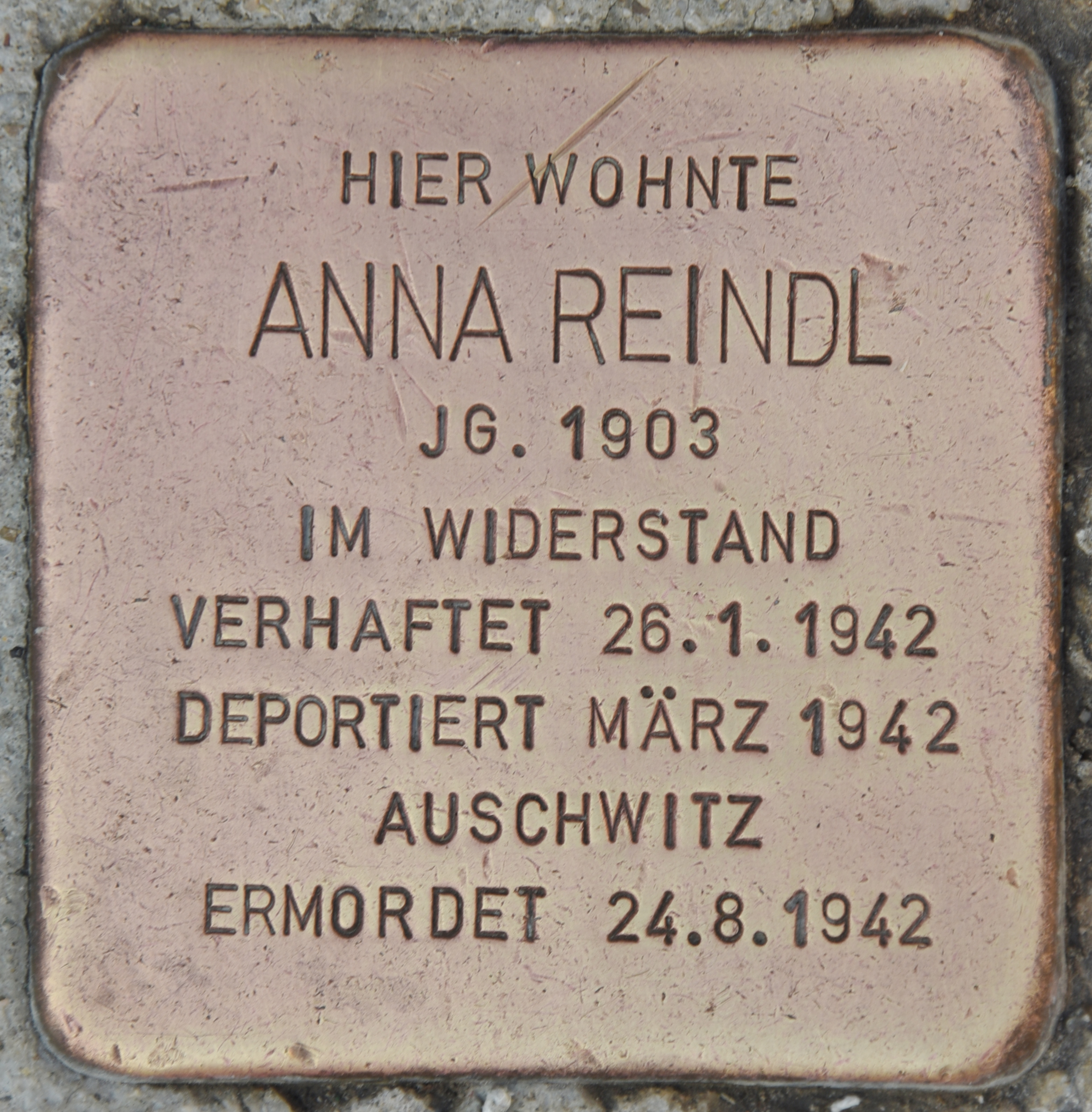
Stolperstein für Anna Reindl in der Kreuzstraße 9 in Salzburg-Itzling

Reindl war die Tochter von Anna Hofer, die mit ihrem zweiten Mann nach Ried zog und bis März 1938 im Kreisgericht Ried als Gefangenenaufseherin arbeitete. Sie heiratete den Monteur im Telegrafenbauamt  der Deutschen Reichspost Anton Reindl, der die illegale KPÖ-Landesorganisation leitete und deren Hauptkassierer war. Ihr gemeinsamer Sohn Anton wurde am 5. August 1927 in Salzburg geboren. Sie leitete ab 1940 eine illegale kommunistische Frauengruppe der KPÖ, zu der auch Rosa Hofmann gehörte. Die Gruppe traf sich unter anderem in der Wohnung des Ehepaares Reindl, veranstaltete Schulungen, sammelte Geld für bedürftige Familien und verteilte Flugblätter gegen den NS-Staat.
Anfang 1942 wurden alle sozialistischen und kommunistischen Widerstandsgruppen im Raum Salzburg durch den aus Bayern stammenden Gestapo-Spitzel Josef Kirschner unterwandert und enttarnt. Anna Reindl wurde am 26. Januar 1942 verhaftet und im März 1942 wie die anderen Mitglieder der Frauengruppe Rosa Bermoser, Maria Bumberger, Anna Fraundorfer, Marianne Innerberger, Anna Prähauser und Josefine Lindorfer aus den Orten Hallein, Gnigl, Itzling und Schallmoos ohne Gerichtsverfahren vom Polizeigefängnis in Salzburg in das KZ Auschwitz deportiert und starb dort an Ruhr und Typhus. 
Ihr Ehemann Anton Reindl wurde ebenfalls am 26. Januar 1942 verhaftet, am 6. April 1943 zusammen mit seinen Genossen Heinrich Auer, Karl Schallmoser und Anton Schubert vom 6. Senat des Volksgerichtshofes unter Vorsitz von Walter Hartmann im Schwurgerichtssaal des Landesgerichts Salzburg wegen „Zersetzung der deutschen Wehrkraft in Verbindung mit landesverräterischer Begünstigung des Feindes und Vorbereitung zum Hochverrat“ zum Tode verurteilt und am 8. Juli 1943 im Gefängnis München-Stadelheim hingerichtet. 
Ihr Sohn Anton versuchte ins Ausland zu fliehen, wurde an der Schweizer Grenze verhaftet, in Salzburg unter die Vormundschaft des Stadtjugendamtes gestellt und in die Staatserziehungsanstalt Rebhof in Bayern eingeliefert: Er konnte bei der Überstellung fliehen, wurde aber am 8. oder 11. Mai 1944 in das KZ Moringen deportiert. Nach dessen Befreiung am 9. April 1945 kehrte er nach Salzburg zurück und starb hier 1979.

## Gedenken
1988 schlug das antifaschistische Personenkomitee vor, eine Straße in Salzburg nach dem Ehepaar Reindl zu benennen, was aber nicht mehr weiter verfolgt wurde. 
Dem Ehepaar Reindl und anderen Todesopfern von Nationalsozialismus und Faschismus ist im Bezirk Ried im Innkreis der Lern- und Gedenkort Charlotte-Taitl-Haus gewidmet.
Am 7. Juli 2011  wurde zum Andenken an Anna Reindl in der Kreuzstraße 9 im Salzburger Stadtteil Itzling ein Stolperstein verlegt. 
Seit 2019 erinnert eine Memorial für Frauen im Widerstand gegen den Nationalsozialismus im Stölzlpark in Salzburg-Maxglan an die Opfer.